# Enrique Ika

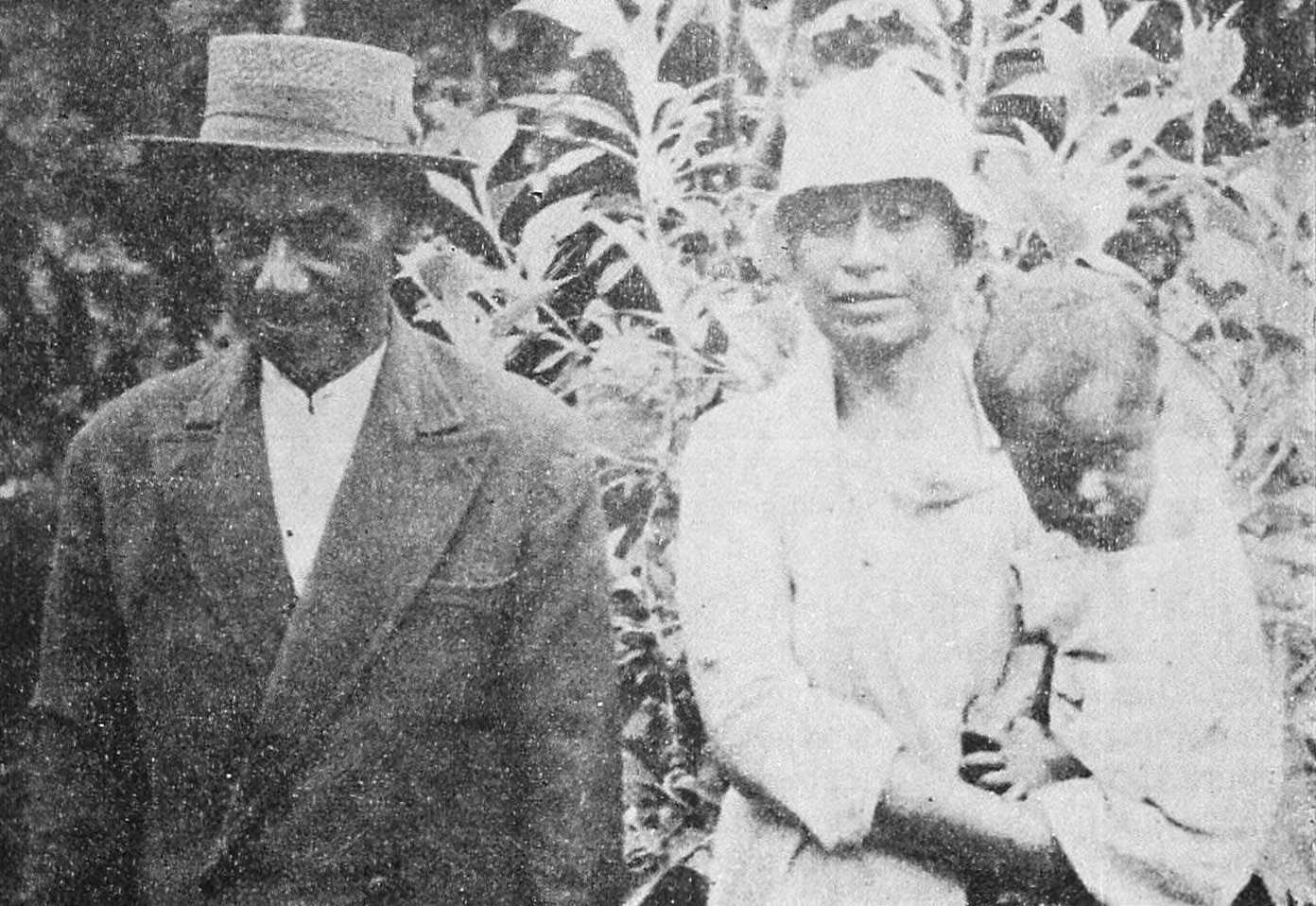
Juan Tepano, son épouse María 'Aifiti Engepito Ika Tetono (fille d'Enrique Ika) et leur fils

Enrique Ika a Tu'u Hati, né vers 1859 et mort après 1900, est élu ariki (roi) de Rapa Nui (île de Pâques) en 1900 et mène une rébellion qui échoue. Il est l'un des derniers Rapa Nui à revendiquer la royauté traditionnelle au début du XXe siècle. Cependant, on ne le considère pas comme le dernier roi en l'absence de pouvoir. On attribue cela à son prédécesseur Riro Kāinga bien qu'il ne détienne lui non plus que peu de pouvoir et légitimité. 

## Biographie

### Famille
Enrique Ika a Tu'u Hati naît vers 1859, à Anakena, sur la côte nord de l'île de Pâques. Ses parents sont Hua 'Anakena a Hatu'i et Mata a Puhirangi. La tradition orale dit qu'Ika reçoit le patronyme de Tu'u Hati d'un oncle. Considéré comme un ariki paka ou noble, il est membre du clan Miru auquel appartiennent les 'ariki mau ou dirigeants traditionnels de l'île de Pâques. Ika se marie le 9 mars 1879 avec Renga Hopuhopu to Tetono (née vers 1857 et morte en 1942), baptisée Anastasia, une femme du clan Tupahotu. Leur fille María 'Aifiti Engepito Ika Tetono épouse Juan Tepano Rano, un membre du clan Tupahotu qui accompagne le roi Siméon Riro Kāinga au Chili en 1898 et devient plus tard un informateur culturel sur la culture Rapa Nui auprès des archéologues Katherine Routledge et Alfred Métraux. Leurs autres enfants sont Victoria Veritahi, Magdalena Ukahetu, Margarita Uka et Hipólito.

### Contexte politique

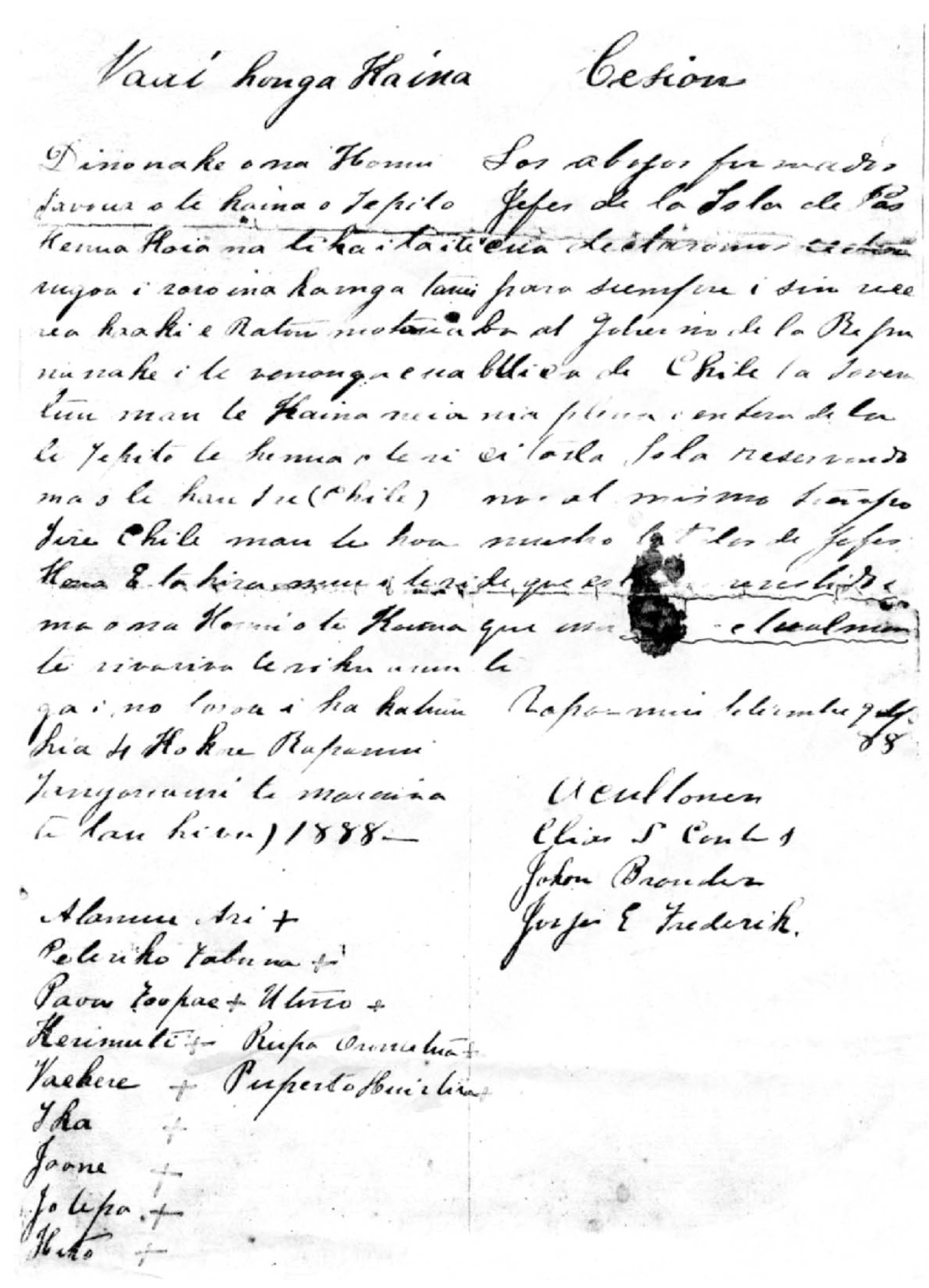
Le traité d'annexion Rapa Nui-Chili de 1888 avec traduction tahitienne et rapanui à gauche et traduction espagnole à droite

L'avant-dernier roi Atamu Tekena de l'île de Pâques cède l'île au Chili (représenté par le capitaine Policarpo Toro) le 9 septembre 1888. Ika est l'un des to'opae (conseillers) qui signent l'accord. Cependant, le traité d'annexion n'est jamais ratifié par le Chili et la colonie de Toro échoue. Le gouvernement chilien abandonne la colonie en 1892 en raison de troubles politiques sur le continent, ce qui incite les Rapa Nui à réaffirmer leur indépendance,.
Après la mort de Tekena en 1892, Siméon Riro Kāinga et Ika sont candidats au trône. Bien que tous deux appartiennent au clan Miru, Ika est plus étroitement lié à Kerekorio Manu Rangi, le dernier 'ariki mau incontesté, décédé lors d'une épidémie de tuberculose en 1867. Cependant, la cousine de Kāinga, Maria Angata Veri Tahi 'a Pengo Hare Kohou, catéchiste et prophète catholique, convainc de nombreuses femmes de soutenir Siméon et Riro serait élu principalement en raison de sa beauté et de l'influence d'Angata,. Ika devient son premier ministre,.
Les Rapa Nui tentent de récupérer la souveraineté indigène en l'absence de contrôle chilien direct de 1892 à 1896. Cependant, le Chili réaffirme ses revendications et l'île est louée à Enrique Merlet qui fait appel à la Williamson-Balfour Company pour gérer l'entreprise d'élevage. Alberto Sánchez Manterola est nommé représentant de Merlet et sous-délégué maritime du Chili. Ils restreignent l'accès des insulaires à la plupart de leurs terres en construisant un mur autour d'Hanga Roa qu'ils ne sont pas autorisés à quitter sans autorisation. Le jeune roi tente de protester contre les abus de l'entreprise mais meurt dans des circonstances suspectes à Valparaíso,. La nouvelle de sa mort ne parvint à l'île qu'en mars 1899. Par la suite, Sánchez déclare la royauté indigène abolie,. Il aurait déclaré aux insulaires : « Il n'y a plus de roi sur l'île, c'est moi qui commande ! » ce à quoi Ika répond « Non, il y'en a encore un : moi ! ». En 1921, Sánchez écrira avoir réussi à évincer la royauté : « Depuis que la mort du Roi a été connue, j'ai mis la main à la pâte pour mettre fin à cette dynastie et je crois que j'ai réussi car on ne parle plus du successeur de Riro. ».

### Règne sans pouvoir
Riro Kāinga est généralement considéré comme le dernier roi de l'île de Pâques. Cependant, deux autres candidats à la royauté existent après lui dont Ika et Moisés Tu'u Hereveri (en). Ika est considéré comme le successeur naturel. Il est proclamé roi le 8 janvier 1900. Il mène une grève sans succès contre Sánchez et l’entreprise. La résistance d'Ika n'a aucun effet à cause du pouvoir coercitif accru de l'autorité coloniale et de l'entreprise. Fin mars 1900, la goélette Maria Luisa amène Merlet et une douzaine de gardes armés rejoindre les forces de la compagnie. Merlet fait brûler les plantations des Rapanui afin de les rendre dépendant de l'épicerie coloniale, indiquant par là restaurer la « pax merletiana ». En mai 1900, la corvette navale chilienne General Baquedano sous le commandement du capitaine Arturo Wilson Navarrete ramène deux Rapa Nui qui ont accompagné le roi Riro sur le continent il y a trois ans, Tepano et José Pirivato. Pirivato devient un partisan d'Ika et plus tard d'Angata. Le capitaine a l'intention d'expulser tous les perturbateurs, mais Sánchez se sent suffisamment en confiance pour dire au capitaine qu'il n'est nécessaire d'expulser personne. Les Rapa Nui se plaignent des mauvais traitements et des bas salaires auprès du capitaine Wilson par l'intermédiaire d'un interprète (un des Rapa Nui revenant du continent), mais sans résultats satisfaisants,,,.
À la mi-novembre 1900, Horacio Cooper White succède à Sánchez et se montre bien plus despotique. Le berger chilien Manuel A. Vega, qui avait épousé la veuve du roi Riro, Véronique Mahute, mène une révolte en 1901. Moisés Tutu Hereveri succède à Ika en 1901. Hereveri tente à son tour de diriger une rebellion indigène et échoue en 1902. Le Chili nomme le gendre d'Ika, Juan Tepano Rano, comme cacique pour tenter de mettre fin à la résistance indigène. Une décennie plus tard, Angata mène une autre rébellion infructueuse contre l’entreprise d’élevage en 1914. À chaque révolte, la marine chilienne intervient, écrase la résistance, arrête les chefs et les exile vers le continent. Le sort d'Enrique Ika relève également de cette déportation et aucun rapport ne permet de déterminer s'il a survécu au voyage,,.
La royauté reste vacante pendant un siècle après Ika et Hereveri mais le mouvement indépendantiste se poursuit sur l'île. En 2011, le petit-fils de Riro Kāinga, Valentino Riroroko Tuki, se déclaré roi de Rapa Nui,.

## Lectures complémentaires
- Bienvenido de Estella, Los misterios de la Isla de Pascua, Santiago, Imprenta Cervantes, 1920 (lire en ligne)
- J.I. Vives Solar, El último rey de Rapa-Nui, Revista Sucesos 932, 1920